# Bulldog
Bulldog – południowoafrykański transporter opancerzony stworzony w celu zastąpienia przestarzałego pojazdu Buffel. Bulldog bazował na podwoziu pojazdu SAMIL 20, i podobnie jak w transporterze Buffel, kierowca siedział w specjalnej silniej opancerzonej kabinie. Pojazd był używany przez obsługę naziemną baz Południowoafrykańskich Sił Powietrznych.